# Juan da Nova

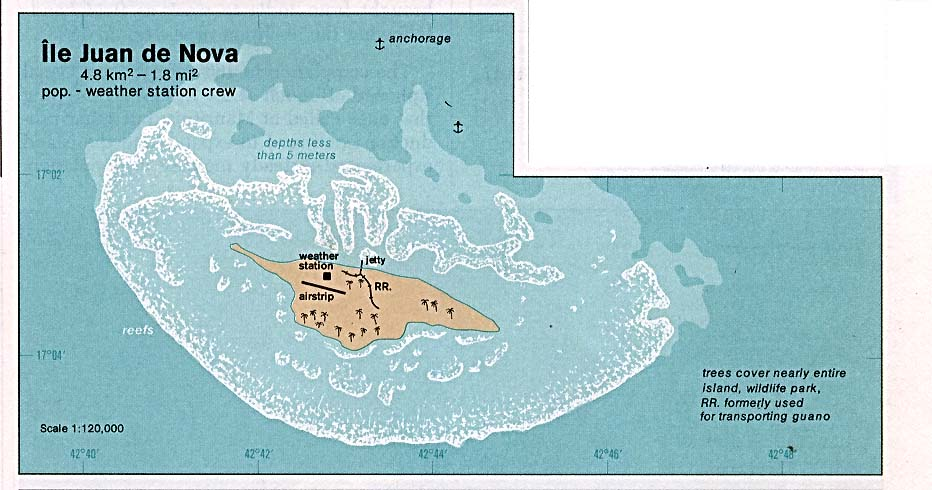
Mapa

Juan da Nova (též Juan de Nova) je plochý tropický ostrov v nejužším místě Mosambického průlivu na 17°3′16″ j. š., 42°43′29″ v. d., 140 km západně od Madagaskaru a 300 km východně od Mosambiku.
Na ostrově není přístav, kotviště se nachází v moři u severovýchodního pobřeží. Na ostrově byla zřízena 1300 m dlouhá přistávací dráha pro letadla.
Juan da Nova je asi 6 km dlouhý a v nejširším místě 1,6 km široký. Je to přírodní rezervace obklopená korálovými útesy. Polovinu ostrova pokrývají lesy (zejména přesličníkovité). Od listopadu do března se zde rozmnožují velké počty rybáků (Sterna fuscata). Na plážích kolem ostrova kladou vejce želvy.
Ostrovu dal jméno João da Nova, galicijský admirál ve službách Portugalců, který na ostrov narazil v roce 1501. Od roku 1897 je Juan da Nova ve francouzských rukách. Od počátku 20. století do roku 1970 se zde těžily zásoby guana (fosfátů). Během druhé světové války byl ostrov opuštěn a příležitostně navštěvován posádkami německých ponorek. Stavby (hangár, koleje, domy a molo) jsou v troskách.

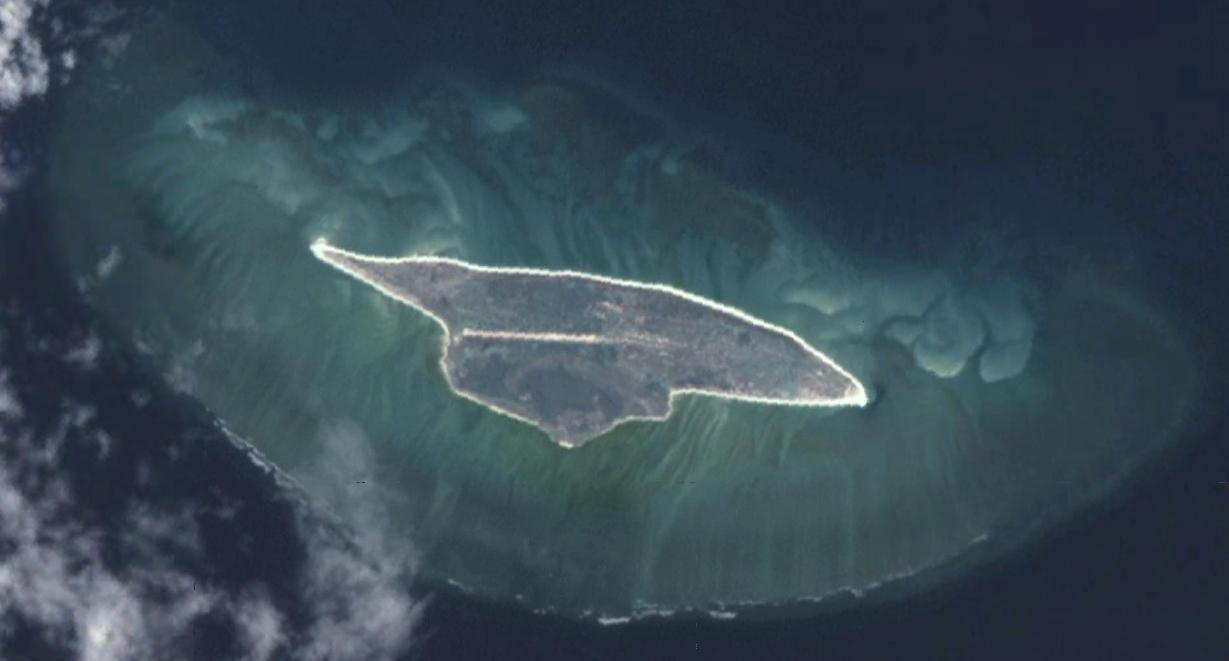
Družicový snímek ostrova Juan da Nova

Juan da Nova, se svou exkluzivní ekonomickou zónou o 61 050 km², je nárokován Madagaskarem. Na ostrově je posádka francouzských vojáků z Réunionu a meteorologická stanice.
Juan da Nova leží na námořní trase mezi Jižní Afrikou a severním cípem Madagaskaru. Kolem ostrova jsou silné proudy a na dně leží četné vraky lodí. Nejviditelnější jsou zbytky lodi Tottenham, která najela na jižní útes v roce 1911.

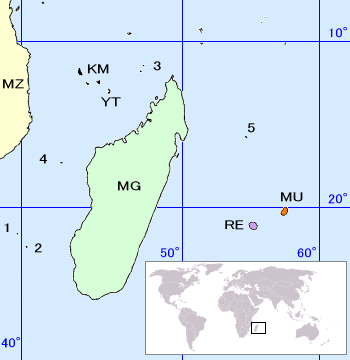
Poloha Roztroušených ostrovů v Indickém oceánu:
• 1 : Bassas da India
• 2 : Europa
• 3 : Glorieuses
• 4 : Juan da Nova
• 5 : Tromelin
(KM : Komory, MG : Madagaskar, MU : Mauricius, MZ : Mosambik, RE : Réunion, YT : Mayotte)